# Kõmsi
Kõmsi – wieś w Estonii, w prowincji Lääne. Ośrodek administracyjny gminy Hanila.